# Ранжуров, Цыремпил
Цыремпи́л Ранжу́ров (1884—1918) (бур. Ранжурай Сэрэмпэл) — первый бурятский революционер, большевик, один из организаторов установления Советской власти в Бурятии.

## Биография
Родился в 1884 году в улусе Цаган-Челутай в большой семье бурятского казака. Отец его происходил из рода ашибагатов.
Окончив Шарагольскую станичную школу, учился некоторое время в Тамирском 4-классном училище. Однако из-за финансовых проблем вынужден был оставить учёбу и пойти работать батраком.
После батрачества поехал искать лучшей доли в город Кяхту, которая в те времена была заметным культурным центром Забайкалья. Там Ранжуров устроился работать разнорабочим на строительстве домов. Спустя некоторое время его, как грамотного человека, взяли на работу писарем в местный отдел Забайкальского казачьего войска. Эта работа позволила ему познакомиться с широким кругом различных деятелей, в том числе с революционными взглядами. Это общение было своеобразным первым политическим университетом Ранжурова.

### Начало революционной деятельности
В Кяхте тайно действовал кружок революционно настроенной молодёжи. Ранжуров стал слушателем занятий этого кружка, которые вели, как правило, сосланные из центра оппозиционные деятели.
В 1904 году призван на военную службу, которую проходил писарем в штабе Забайкальского казачьего войска в Чите. По роду своей деятельности был в курсе важнейших событий в стране. Начавшаяся русско-японская война, череда поражений, Кровавое воскресение 9 января 1905 года — все эти события вызвали подъём революционных настроений среди широких народных масс. Забастовки и митинги проходили по всей стране, в том числе и в Чите. Ранжуров регулярно участвовал в этих мероприятиях.
В 1905 году вступил в партию большевиков, участвовал в работе Совета солдатских и казачьих депутатов, познакомился с находившимися в Чите после освобождения по манифесту профессиональными революционерами, выполнял их поручения.
Ранжуров принял участие в акции по освобождению из Акатуевской каторжной тюрьмы матросов транспортного судна «Прут». Все участники этой акции, 27 человек, были арестованы и преданы суду, приговорившему всех к расстрелу. По высочайшему повелению царя смертная казнь осуждённых была заменена каторгой. Ранжурову смертная казнь была заменена 10 годами каторги. Наказание он отбывал в Нерчинске.
В тюрьме он познакомился с видными деятелями сибирского революционного движения А. Вагжановым, Е. Петровым, В. Серовым, В. Чащиным. Здесь же он усиленно занимался самообразованием. Тяжёлые тюремные условия не сломили молодого революционера, а только укрепили его убеждения.
В 1914 году Ранжуров освободился из тюрьмы и отправился в ссылку.

### После Февральской революции
После Февральской революции Ранжуров возвратился на родину и сразу же включился в политическую жизнь края. Пропагандировал идею о ликвидации казачьего сословия как пережиток прошлого. Участвовал в организации в июле 1917 года съезда бурят-казаков Селенгинского и Троицкосавского уездов, который постановил «немедленно упразднить казачество с присоединением бывших казаков к бурятам-неказакам».
В апреле 1917 года съезд бурятских представителей Забайкалья и Иркутской губернии постановил организовать Центральный Бурятский национальный комитет (Бурнацком) как высший орган бурятского самоуправления. Бурнацком создал бурятские аймаки, управляемые национальными комитетами. В один из таких комитетов, в Селенгинский, входит Ранжуров.

### После Октябрьской революции
После прихода к власти большевиков в результате Октябрьской революции в решении национального вопроса в Бурятии началась борьба двух течений.
Первое, представленное Бурнацкомом, выступало за сохранение и совершенствование созданных после Февральской революции бурятских национальных учреждений. Бурнацком не отрицал возможность признания Советской власти при условии, что сохранятся без изменения бурятские учреждения.
Другой взгляд был у большевиков, в том числе у Ранжурова. Они выступали за безусловное признание Советской власти, за создание единых Советов вместе с представителями народов, что на практике означало ликвидацию образовавшихся после падения царизма бурятских национальных органов управления.
В итоге Ранжуров вышел из состава Селенгинского аймачного комитета Бурнацкома. Весной 1918 года переехал в Кяхту, где работал над созданием органов Советской власти, занимался социализацией земли, урегулированием земельных конфликтов, улаживанием межнациональных отношений, принял участие в организации отрядов Красной гвардии.
Летом 1918 года начались бои между красногвардейцами и войсками атамана Семенова. В конце 1918 года в бою у села Большая Кудара Цыремпил Ранжуров погиб.

## Память
- Именем революционера назван улус Ранжурово в Кабанском районе Бурятии.
- Имя Ранжурова носит одна из улиц в центре города Улан-Удэ.
- В селе Кудара-Сомон в 1957 году установлен памятник Ранжурову[3].
- В 1970 году установлен памятник в селе Шарагол.
- Композитор Бау Ямпилов написал оперу «Цыремпил Ранжуров»[4].